# Platylister striatiderus
Platylister striatiderus är en skalbaggsart som först beskrevs av Sylvain Auguste de Marseul 1853.  Platylister striatiderus ingår i släktet Platylister och familjen stumpbaggar. Inga underarter finns listade i Catalogue of Life.